# Walter Abish
Walter Abish (ur. 24 grudnia 1931 w Wiedniu, zm. 28 maja 2022 w Nowym Jorku) − amerykański pisarz, autor eksperymentalnych powieści i opowiadań.

## Życiorys
Jego rodzina uciekła przed narodowym socjalizmem do Włoch, Nicei, wreszcie Szanghaju (1940–49). W 1949 roku przenieśli się do Izraela, tam Abish służył w wojsku i zaczął pisać. W 1957 roku przeprowadził się do USA, w 1960 uzyskał amerykańskie obywatelstwo. Uczył na uniwersytetach na wschodzie kraju. Otrzymał PEN/Faulkner Award w 1981 roku za How German Is It = Wie Deutsch Ist Es, thriller polityczny o powojennych Niemczech, w którym m.in. nie używa cudzysłowów.
Jego słynna powieść Alphabetical Africa (1974), opowiadająca o egzotycznych przygodach w Afryce, to zabawa z literami: pierwszy rozdział składa się w całości ze słów zaczynających się na A. W drugim rozdziale pojawiają się też słowa na B, i tak dalej do rozdziału 26. Potem odwrotnie − w rozdziale 28 znikają słowa na Z, w 29 słowa na Y.
Pisarz nosi czarną przepaskę na lewym oku, jednak nie wyjaśnił nigdy, dlaczego.

## Dzieła
- Duel Site, 1970, poezja
- Alphabetical Africa, 1974
- Minds Meet, 1975, opowiadania
- In the Future Perfect, 1977, opowiadania (polskie wydanie opowiadań z tych dwóch tomów pod tytułem Klucz do alfabetu, 1991)
- How German Is It. Wie deutsch ist es, 1980 (wyd. polskie Jakie to niemieckie, 1988)
- 99. The New Meaning, 1990
- Eclipse Fever, 1993
- Double Vision. A Self-Portrait, 2004